# Lista de jogos eletrônicos da Takara
Esta é a lista de jogos eletrônicos desenvolvida ou publicada pela empresa Takara Co., Ltd.

## Sord M5
- Dragon Attack
- Fruit Search
- Heavy Boxing

## MSX
- Real Tennis
- Super Soccer

## FM-7
- Riko-Chan no Wedding Adventure

## Famicom Disk System
- Transformers: The Head Masters

## Arcade
- Battle Arena Toshinden 2
- Maruko Deluxe Quiz: Chibi

## PC
- Battle Arena Toshinden

## NES
- Banana Prince
- Hirake! Ponkikki
- Lost World of Jenny
- Over Horizon
- Photon
- RPG Jinsei Game
- Space Harrier
- Shounen Ashibe: Nepal Daibouken no Maki
- Transformers: Convoy No Nazo
- Utsurun Desu: Kawauso Hawaii e Iku
- Werewolf: The Last Warrior

## Super NES
- Art of Fighting
- Cyber Spin
- Earthworm Jim
- Fatal Fury
- Fatal Fury 2
- Fatal Fury Special
- Funky Dog
- Heisei Inu Monogatari Bow Pop'n Smash
- King of monsters
- King of monsters 2
- Ryuuko no Ken 2
- Samurai Shodown
- Sin Seiki GPX Formula
- Super Jinsei Game
- Super Jinsei Game 2
- Super Jinsei Game 3
- Super Okuman Tyoja Game
- Toride
- World Heroes 2
- Shounen Ashibe: Gomachan no Yuuenchi Panic

## Genesis
- Art of Fighting
- Fatal Fury
- Fatal Fury 2
- Joe & Mac
- King of Monsters
- King of Monsters 2
- Samurai Shodown

## Game Gear
- Fatal Fury Special
- Samurai Shodown

## Game Boy
- Cool Ball
- Chibi Maruko-Chan 2
- Chibi Maruko-Chan 4: Korega Nippon Dayo! oujisama
- Fatal Fury 2
- Jinsei Game
- Jinsei Game Densetsu
- Megalit
- Metal Jack
- Nettou Garou Densetsu 2
- Quiz Sakai wa Show by Shoubai!!
- Real Bout Fatal Fury Special
- Samurai Shodown
- Samurai Shodown 3
- Shounen Ashibe
- The King of Fighters '95
- The King of Fighters '96
- World Heroes 2 Jet

## Game Boy Color
- Brave Saga: Shinshou Astaria
- Bakukyuu Renpatsu!! Super B-Daman Gekitan! Rising Valkyrie!
- Choro-Q Hyper
- DX Jinsei Game
- DX Monopoly GB
- Kettou Beast Wars
- Jinsei Game: Tomodashi Takusan Tsukurou yo!
- Perfect Choco Q
- Sylvania Melody

## Game Boy Advance
- Battle Arena Toshinden
- BeyBlade Vforce: Ultimate Blader Jam
- Bouken Yuuki Plastar World: Densetsu no Plasto Gate
- Bouken Yuuki Plastar World: Densetsu no Plasto Gate EX
- Combat Choro Q: Advance Daisakusen
- Dan Doh!
- Duel Masters: Kaijudo Showdown
- Duel Masters: Sempai Legends
- Duel Masters 2: Kirifuda Shoubu Version
- Duel Masters: Shodown of the Code
- EX Monopoly
- Gadget Racers
- Hamepane Tokyo Myuu Myuu
- High Heat Major League Baseball 2003
- Inuyasha
- Jinsei
- Jinsei Game Advance
- Okuman Chouja Game
- Road Trip: Shifting Gears

## Neo-Geo
- Chibi Marukochan Quiz Deluxe

## Nintendo 64
- Choro Q 64
- Jinsei Game 64
- Penny Racers
- Tranformers: Beast War - Transmetals

## GameCube
- Beyblade VForce Super Tournament Battle
- Duel Masters
- Road Trip: The Arcade Edition
- Special Jinsei Game

## Saturn
- Arcana Strikes
- Battle Arena Toshinden Remix
- Battle Arena Toshinden URA
- Choro Q Park
- D-Xhird
- DX Nippon Tokkyu Ryokou Game
- DX Jindei Game
- DX Jindei Game 2
- Earthworm Jim 2
- Eberouge
- Steamgear Mash
- Tour Party

## Dreamcast
- Game of Life

## PlayStation
- AbalaBurn
- Armored Troopers Votoms Gaiden
- Battle Arena Toshinden
- Battle Arena Toshinden 2
- Battle Arena Toshinden 2 Plus
- Battle Arena Toshiden 3
- Battle Arena Nitoshinden
- Bayblade: Let it Rip!
- Beast Wars: Transformers
- Brave Saga 2
- Boku no Choro-Q
- Bakuten Shoot Beyblade 2002: Beybattle Tournament 2
- Combat Choro Q
- Chibi Maruko-Chan: Makuro Enikki World
- Chiisana Kyojin Microman
- Choro Q 2
- Choro Q 3
- Choro Q Jet: Rainbow Wings
- Choro Q Marine: Q-boat
- Choro Q Wonderful!
- Deep Sea Adventure: Kaitai Kyuu Panthalassa no Nazo
- DX Jinsei Game
- DX Jinsei Game II
- DX Jinsei Game III
- DX Jinsei Game IV
- DX Jinsei Game V
- DX Okuman Chouja Game
- DX Monopoly
- DX Nippon Tokkyu Ryokou Game
- Eberouge 2
- Geometry Duel
- Iru!
- Lunar Wing
- Magnetic Power Microman: Generation 2000
- Macross Plus Game Edition
- Penny Racers
- Pinocchia no Miru Yume
- Puzzle Arena Toshinden
- Quiz Darakeno Jinsei Game
- Quiz Darakeno Jinsei Game Dai-2-kai!
- Rascal
- Rune no Joka: Hikari to Yamo no Sei-oujo
- Sakumashiki Jensei Game
- Shin DX Okuman Chouja Game
- Schrodinger no Neko
- Shin Sedai Robot Senki: Brave Saga
- Soukou Kihei Votoms: Lightning Slash
- Tatsunoko Fight
- Toshinden Subaru
- Tranformers: Beast War Transmetals
- Tour Party
- Yuuwaku Office Ran Ai Ka
- Watashi no Rika-Chan

## PlayStation 2
- Choro Q
- D.N.Angel
- EX Jinsei Game
- EX Jinsei Game II
- EX Okuman Chouja Game
- High Heat Major League Baseball 2003
- J-Phoenix
- J-Phoenix: Burst Tactics
- Kikou Heidan J-Phoenix: Cobalt Shoutaihen
- Kikou Heidan J-Phoenix II
- New Jinsei Game
- Penny Racers
- Real Pool
- Road Trip: Adeventure avenue
- Seek and Destroy
- Transformers

## Xbox
- Kikou Heidan J-Phoenix +